# Тьяарт дю Плессі
Тьяарт Андріс дю Плессі (англ. Tjaart Andries du Plessis; нар. 9 липня 1967) — південноафриканський борець вільного стилю, дворазовий чемпіон Африки, дворазовий чемпіон Всеафриканських ігор, учасник двох Олімпійських ігор.

## Життєпис
Виступав за спортивний клуб «Brakpan». Тренер — Фред Нель (з 1991).

## Спортивні результати на міжнародних змаганнях

### Виступи на Олімпіадах
| Змагання                    | Збірна                          | Вагова категорія          | Місце |
| --------------------------- | ------------------------------- | ------------------------- | ----- |
| Літні Олімпійські ігри 1992 | Південно-Африканська Республіка | вільна боротьба, до 62 кг | 11    |
| Літні Олімпійські ігри 1996 | Південно-Африканська Республіка | вільна боротьба, до 62 кг | 18    |

### Виступи на Чемпіонатах Африки
| Змагання                         | Збірна | Вагова категорія          | Місце  |
| -------------------------------- | ------ | ------------------------- | ------ |
| Чемпіонат Африки з боротьби 1992 | ПАР    | вільна боротьба, до 62 кг | Золото |
| Чемпіонат Африки з боротьби 1996 | ПАР    | вільна боротьба, до 62 кг | Золото |

### Виступи на Всеафриканських іграх
| Змагання                 | Збірна | Вагова категорія          | Місце  |
| ------------------------ | ------ | ------------------------- | ------ |
| Всеафриканські ігри 1995 | ПАР    | вільна боротьба, до 62 кг | Золото |
| Всеафриканські ігри 1999 | ПАР    | вільна боротьба, до 63 кг | Золото |